# 沈信
沈信（1470年—？），字循初，直隸蘇州府崑山縣人，民籍，明朝政治人物。

## 生平
弘治八年（1495年）乙卯科應天府鄉試第十名舉人。弘治九年（1496年）聯捷丙辰科會試第一百二十五名，三甲第四十四名進士。

## 家族
曾祖沈明，封工部員外郎；祖父沈祥，布政司參議；父沈厚，前母顧氏；母徐氏。具庆下。